# Karl Börnstein
Pour les articles homonymes, voir Börnstein.
Arnold Bernhard Karl Börnstein (1806-1849) était un écrivain, journaliste et révolutionnaire allemand du XIXe siècle.

## Biographie
Né en 1806 à Hambourg, Karl Börnstein était le fils de Franz Sigmund Bornstein et de Sophie Bornstein et le petit frère de Heinrich Börnstein. 
À 36 ans, il émigre dans la France de la monarchie de Juillet, en 1842, sous le règne de Louis-Philippe. Aidé par son frère, le metteur en scène, traducteur et écrivain Heinrich Börnstein(1805-1892), il a fondé en 1843 à Paris, La correspondance française, la première agence de presse allemande, qui se chargeait de diffuser en allemand, vers des clients allemands une compilation de nouvelles d'actualités collectées à Paris. Cette Correspondance sera acquise plus tard par le journaliste Charles-Louis Havas. Entre-temps, il fait partie des neuf allemands expulsés de France par le ministre de l'Intérieur à la fin de l'année 1844.
Après la révolution de février en 1848, avec Bornstedt et le poète révolutionnaire de gauche Georg Herwegh et sa femme Emma, il fonde la "légion de volontaires parmi les exilés allemands à Paris", dans laquelle il s'engage personnellement, participant aux combats. Cette « Légion démocratique », qui comptera entre 1500 et 1800 hommes aura pour but d'aider l'insurrection républicaine de Friedrich Hecker et Gustav Struve, en marchant sur la capitale badoise Karlsruhe pour étendre à partir de là la république à tout le duché de Bade. Mais elle fut en peu de temps vaincue et dispersée par l'armée régulière. 
Avec son frère Heinrich Börnstein (1805-1892), il est ensuite parti aux États-Unis, à Saint-Louis, dans le Missouri, où il est mort du cholera peu après son arrivée.